# KLND-FM
Koordinaten: 45° 44′ 54″ N, 100° 48′ 31″ W

Das Logo der NPR-Senderfamilie

KLND 89.5 FM ist ein US-amerikanischer Radiosender in Little Eagle, Corson County, South Dakota. Besitzer der Radio Station ist die Seventh Generation Media Services, Inc. Der Sender mit einer Leistung von 100 kW ERP befindet sich auf dem Gebiet der Standing Rock Indianer Reservation.
Die Antennen sind auf einem Mast in einer Höhe von 177 Metern angebracht. Das Motto der Station lautet „The Voice of the Standing Rock and Cheyenne peoples“. Der Sender sendet ein gemischtes, nicht kommerzielles Programm. KLND übernimmt Programme vom Netzwerk National Public Radio. Neben der Standing Rock Reservation sendet die Station auch für die Cheyenne River Reservation.